# Saison 4 de L'Incroyable Hulk
Chronologie
Saison 3 Saison 5
Cet article présente les dix-huit épisodes de la quatrième saison de la série télévisée L'Incroyable Hulk.

## Distribution

### Acteurs principaux
- Bill Bixby : David Banner
- Lou Ferrigno : L'Incroyable Hulk
- Jack Colvin : Jack McGee

### Acteurs invités
- Monte Markham : Brad
- Whit Bissell : Docteur John Zeiderman
- Kelly Harmon : Jean
- Jared Martin : Jack Stewart
- Ted Markland : Ike
- William Lucking : Mike Schulte
- Rosemary Forsyth : Ellen
- Walter Brooke : Mark Roberts
- Dick O'Neill : Callahan
- John Finn : Le mécanicien
- Cameron Mitchell : Eddie Caine
- Jane Merrow : Docteur Jane Cabot
- Jennifer Holmes : Vicki Lang
- Anthony Caruso : Danny Romero
- Charlie Brill : Solly Diamond
- Christine Belford : Leigh Gamble
- Max Showalter : Walter Gamble
- William Windom : Sergent Jack Keeler
- Richard Loo : Kam Chong
- Lola Albright : Elizabeth Collins
- Peter Hobbs : Docteur Hart
- Michael Conrad : Emerson Fletcher
- Jan Sterling : Stella Verdugo
- H.B. Haggerty : Gregor
- Elaine Joyce : Mitzi
- Don Stroud : Nat
- Art LaFleur : Hugh

## Épisodes

### Épisode 1:Prométhée, première partie
- États-Unis : 7 novembre 1980 sur CBS

- Laurie Prange (Katie Maxwell)
- Roger Robinson (Capitaine Welsh)
- John O'Connell (Colonel Harry Appling)
- Stack Pierce (Sergent)
- Jill Choder (Lieutenant)
- Chip Johnson (Pilote)

### Épisode 2:Prométhée, deuxième partie
- États-Unis : 14 novembre 1980 sur CBS

- Laurie Prange (Katie Maxwell)
- Monte Markham (Brad)
- Whit Bissell (Docteur John Zeiderman)
- Carol Baxter (Docteur Charlene McGowan)
- Arthur Rosenberg (Docteur Jason Spath)
- John Papais (Caporal)

### Épisode 3:Chute libre
- États-Unis : 21 novembre 1980 sur CBS

- Sam Groom (Hank Lynch)
- Kelly Harmon (Jean)
- Sandy Ward (Sénateur Mack Stewart)
- Michael Swan (Turner)
- Jared Martin (Jack Stewart)
- Ted Markland (Ike)

### Épisode 4:Expérience non concluante
- États-Unis : 5 décembre 1980 sur CBS

- William Lucking (Mike Schulte)
- Rosemary Forsyth (Ellen)
- Philece Sampler (Laurie)
- Taaffe O'Connell (Mademoiselle Farber)
- Jonathan Perpich (Jimmy Ellison)
- Lisa Carole (Judy)

### Épisode 5:Pandemonium
- États-Unis : 12 décembre 1980 sur CBS

- Tom Clancy (Edgar Tucker)
- Edward Power (Frank)
- Sharon Acker (Docteur Louise Olson)
- Stefan Gierasch (Monsieur Buchanan)
- Robert Hackman (Walt)

### Épisode 6:Mort ou vif
- États-Unis : 9 janvier 1981 sur CBS

- Sandy McPeak (Alex)
- Jed Mills (La Fronte)
- Jane Merrow (Docteur Jane Cabot)
- Walter Brooke (Mark Roberts)
- Barbara Lynn Block (Pauline)
- Murray MacLeod (Luden)

### Épisode 7:Voie rapide
- États-Unis : 16 janvier 1981 sur CBS

- Dick O'Neill (Callahan)
- Robert F. Lyons (Joe Conti)
- Victoria Carroll (Nancy)
- Lee de Broux (Leo)
- Frank Doubleday (Danny)
- John Finn (Le mécanicien)

### Épisode 8:Sans rancune, Eddie Caine
- États-Unis : 23 janvier 1981 sur CBS

- Cameron Mitchell (Eddie Caine)
- Jennifer Holmes (Vicki Lang)
- Anthony Caruso (Danny Romero)
- Gordon Connell (Mac)
- Thomas MacGreevy (Sheehan)
- Roscoe Born (Sheldon)
- Donna Anderson (Norma Crespi Lang)

### Épisode 9:Le Roi de la plage
- États-Unis : 6 février 1981 sur CBS

- Lou Ferrigno (Carl Molino)
- Leslie Ackerman (Mandy)
- Charlie Brill (Solly Diamond)
- George Caldwell (Rudy)
- James Emery (Steve)
- Carol Swarbrick (Annette)

### Épisode 10:Le Musée de cire
- États-Unis : 13 février 1981 sur CBS

- Christine Belford (Leigh Gamble)
- Ben Hammer (Monsieur Kelleher)
- Max Showalter (Walter Gamble)
- Kirk Castillo (Andy)
- Natalie Masters (La femme)

### Épisode 11:Vent d'est
- États-Unis : 20 février 1981 sur CBS

- William Windom (Sergent Jack Keeler)
- Richard Loo (Kam Chong)
- Richard Narita (William Chimoda)
- Irene Yah-Ling Sun (Tam)
- Beulah Quo (Huyn)
- Tony Mumolo (Officier Bill Menning)

### Épisode 12:Copie conforme, première partie
- États-Unis : 6 mars 1981 sur CBS

- Harry Townes (Dell Frye)
- Lola Albright (Elizabeth Collins)
- Billy Green Bush (Shériff Carl Decker)
- Bill Beyers (Case)
- Chip Frye (Willie)
- Dick Durock (La créature)

### Épisode 13:Copie conforme, deuxième partie
- États-Unis : 13 mars 1981 sur CBS

- Harry Townes (Dell Frye)
- Lola Albright (Elizabeth Collins)
- Billy Green Bush (Shériff Carl Decker)
- Bill Beyers (Case)
- Chip Frye (Willie)
- Dick Durock (La créature)

### Épisode 14:La Différence
- États-Unis : 27 mars 1981 sur CBS

- Denny Miller (Paul Corton)
- Peter Hobbs (Docteur Hart)
- Diane Shalet (Judy)
- William Bogert (Monsieur Melton)
- Joe Dorsey (Al)
- Alan Toy (Bobby)

### Épisode 15:Les Confidences de Hulk
- États-Unis : 3 avril 1981 sur CBS

- Michael Conrad (Emerson Fletcher)
- Walter Brooke (Mark Roberts)
- Jan Sterling (Stella Verdugo)
- Lynn Seibel (Le docteur)
- Stacey Holman (Lisa)
- Jay Fletcher (Charlie)

### Épisode 16:Sur le ring
- États-Unis : 17 avril 1981 sur CBS

- Tommy Madden (Buster Caldwell)
- H.B. Haggerty (Gregor)
- Paul Henry Itkin (Channing)
- Elaine Joyce (Mitzi)
- David Himes (Kelly)
- Sandy Dryfoos (Marsha)

### Épisode 17:Le Fils de Rachel
- États-Unis : 15 mai 1981 sur CBS

- Don Stroud (Nat)
- Bruce Wright (Ben)
- Taylor Lacher (Red)
- Robin Dearden (Rachel)
- Art LaFleur (Hugh)

### Épisode 18:Rue de la Mode
- États-Unis : 22 mai 1981 sur CBS

- Eddie Barth (Sam Brandes)
- Laurie Heineman (Liz Brandes)
- Joshua Shelley (Solly)
- Paul Marin (Malamud)
- Robert O'Reilly (Sonny)
- Larry Marko (Marvin Mulleavy)